# Лопатинка короткозагострена
Лопатинка короткозагострена (Scapania mucronata) — вид печіночників порядку юнгерманіальних (Jungermanniales).

## Поширення
Батьківщиною є Європа, Північна Америка, Азія.